# Comisión para la Investigación Técnica de Accidentes de Aeronaves Militares
La Comisión para la Investigación Técnica de Accidentes de Aeronaves Militares, también conocida por el acrónimo CITAAM, es un organismo oficial de carácter nacional encargado de investigar accidentes de aeronaves militares en territorio español.
Es el equivalente militar de la Comisión de Investigación de Accidentes e Incidentes de Aviación Civil (CIAIAC).
La CITAAM, como órgano técnico, se encarga de realizar las investigaciones y los informes técnicos sobre accidentes de aeronaves militares españolas, así como de los que sufran las militares extranjeras en España.

## Historia
La CITAAM fue creada en 1994, según el Real Decreto 1099/1994, de 27 de mayo.
Las normas de organización y funcionamiento de la Comisión se aprobaron según la Orden Ministerial 4/1998, de 12 de enero.